# Awateria watsoni
Awateria watsoni é uma espécie de gastrópode do gênero Awateria, pertencente a família Borsoniidae.